# Stefano Zardini
Stefano Zardini (Brunico, 6 giugno 1957) è un dirigente sportivo ed ex giocatore di curling italiano, atleta del Curling Club Tofane.
Ha fatto parte della nazionale italiana di curling, partecipando a due campionati mondiali (Milwaukee 1989 e Västerås 1990) ed a tre campionati europei (Oberstdorf 1987, Perth 1988 e Perth 1992. Stefano è stato più volte campione d'Italia. Dal 2008 è presidente del Curling Club Tofane